# Manuel Göttsching
Manuel Göttsching (ur. 9 września 1952 w Berlinie, zm. 4 grudnia 2022 tamże) – niemiecki gitarzysta rockowy. Założyciel i członek zespołu Ash Ra Tempel, pod którego nazwą wydawał również swoje solowe albumy.

## Życiorys
W wieku ośmiu lat rozpoczął naukę gry na gitarze klasycznej. Po ośmioletniej nauce zdobył wysokie umiejętności techniczne i szeroką znajomość klasycznej literatury muzycznej. W 1967, wraz ze swoim szkolnym kolegą Hartmutem Enke, założył pierwszy zespół rockowy. Wkrótce jednak się przekonał, że do tworzenia wysokiej jakości muzyki rockowej nie wystarczy biegłość instrumentalna. Od 1967 występował z amatorskimi zespołami bluesrockowymi: Bluebirds, The Bomb Proofs, Bad Jo i Steeple Chase Blues Band. W 1968 zdecydował się rozpocząć studia muzyczne, ucząc się improwizacji. W czasie studiów poznał awangardowego kompozytora Thomasa Kesslera, który rozbudził w nim zainteresowanie awangardą muzyczną. Właśnie ta mieszanka – znakomita technika, umiejętności improwizacyjne i awangardowe ciągoty – stały się osnową muzyki Göttschinga. Po zakończeniu dwuletnich studiów wrócił do pomysłu utworzenia grupy. Do wcześniejszego duetu dołączył Klaus Schulze, który dopiero co opuścił inną grupę, Tangerine Dream. W ten sposób w sierpniu 1970 powstał zespół Ash Ra Tempel, którego liderem, i zarazem przez dłuższe okresy jedynym członkiem, jest Göttsching. Współpracował także jako muzyk sesyjny z wykonawcami, takimi jak Walter Wegmüller, Klaus Krüger, Die Dominas i Alphaville. Skomponował i nagrał muzykę do wielu słuchowisk radiowych, sztuk teatralnych i filmów.

## Dyskografia
Artysta oprócz swojej quasi-solowej kariery współpracował z wieloma innymi artystami. Nagrywał płyty z:
- 1973 – Walter Wegmüller – album Tarot
- 1974 – The Cosmic Jokers – album The Cosmic Jokers
- 1974 – The Cosmic Jokers – album Planeten Sit In
- 1974 – The Cosmic Jokers – album Galactic Supermarket
- 1974 – The Cosmic Jokers – album Sci Fi Party
- 1974 – The Cosmic Jokers – album Gilles Zeitschiff
- 1981 – Richard Wahnfried (Klaus Schulze) – album Tonwelle
- 1983 – Klaus Krüger – album Zwischenmischung
- 1989 – Alphaville – album The Breathtaking Blue
- 1989 – Michael Hoenig – album Early Water
- 1995 – Klaus Schulze – album In Blue
- 1997 – Terranova – album Tokyo Tower/Clone
- 2001 – Santos – album R U Shakadelic?

Wiele utworów z udziałem Manuela Göttschinga ukazało się także na Ultimate Edition Klausa Schulzego.